# Kothigegollahalli, Tumkur
Kothigegollahalli là một làng thuộc tehsil Tumkur, huyện Tumkur, bang Karnataka, Ấn Độ.